# Guía Ishkur de música electrónica
 La guía Ishkur de Música Electrónica es una guía en línea creada por Kenneth Taylor. Cubre más de 100 subgéneros, en un formato de diagrama . Una revisión en CMJ New Music Monthly  ha alabado su "...Facilidad de navegación, descripciones sustanciosas de los géneros, y ejemplos de audio bastante cuidadosos ..."

## Historia
La Guía Ishkur fue presentada por primera vez en 2000 con explicación detallada de los géneros house, techno, trance y hardcore. Se han realizado varias actualizaciones en las que se ha complementado con géneros no presentes inicialmente como downtempo, jungle y breakbeat. También cabe destacar que ha cambiado su ubicación original en la web desde Newgrounds a Digitally Imported.

## Formato de la Guía
La guía comienza con una descripción de algunos de los equipos utilizados en la fabricación de la música electrónica desde el siglo XVIII, y luego se convierte en una web masiva de géneros y subestilos, cada uno de ellos con información detallada escrita y varias muestras sonoras que la implementan. Las descripciones de género tienen una prioridad declarada de entretenimiento sobre la información por lo que no es una declaración científica ni fidedigna y se realizan algunos comentarios poco objetivos e incluso jocosos criticando en algunos casos a productores y artistas.
Al seleccionar cualquiera de los géneros aparece una nueva pantalla con los nombres de los estilos agrupados por similidud musical y unidos entre sí con líneas para crear un efecto de linealidad en el tiempo y así denotar los orígenes y precedentes de cada subestilo. La línea temporal está marcada como fondo de pantalla separando unas décadas de otras. Algunos subestilos tienen un fondo de diferente color a los demás para destacarlo como subestilo que también podría pertenecer a otro género.
Cuando se selecciona un subestilo concreto se abre una ventana con una descripción personal, indicando también todos los nombres por los que puede ser reconocido. Además, se cargan varios samples de temas musicales pertenecientes al estilo.  Son sólo unos segundos, pero están perfectamente recortados para que suene de manera uniforme en modo automático sin parar, aunque hay un botón para pausar la reproducción.
Se puede saltar de un sample a otro y en cada uno indica el artista y el nombre del tema.